# 怪獸系列電影
《怪獸》（英語：Fantastic Beasts）是一系列英國/美國奇幻電影，亦為《哈利波特》的外傳系列。由3部電影組成，目前《怪獸與牠們的產地》（2016年）、《怪獸與葛林戴華德的罪行》（2018年）、《怪獸與鄧不利多的秘密》（2022年）已上映。
劇情改編自J·K·羅琳的書籍《怪獸與牠們的產地》，劇本亦由羅琳親自撰寫。故事設定於《哈利波特》半個多世紀前的魔法世界中。

## 電影

### 《怪獸與牠們的產地》（2016）
故事發生在1926年，奇獸飼育學家紐特·斯卡曼德帶著一支裝滿各類奇獸的皮箱抵達美國紐約市，箱中的奇獸卻意外脫逃，使紐特必須將牠們一一找回……。

### 《怪獸與葛林戴華德的罪行》（2018）
1927年，黑巫師蓋勒·葛林戴華德在被捕數個月後成功脫逃，並開始召集追隨者。在阿不思·鄧不利多的指示下，紐特·斯卡曼德前往法國巴黎……。

## 演員
- 艾迪·瑞德曼 飾 紐特·斯卡曼德
- 丹·富勒 飾 雅各·科沃斯基
- 凱薩琳·華特斯頓 飾 波本蒂娜·金坦
- 艾莉森·蘇朵 飾 奎妮·金坦
- 邁茲·米克森 飾  蓋勒·葛林戴華德
- 裘德·洛 飾 阿不思·鄧不利多

## 製作

### 開發
2014年，華納兄弟影業宣布將會攝製《怪獸與牠們的產地》，由J·K·羅琳撰寫劇本，當時預計將分為三部曲；羅琳說該電影雖然與《哈利波特》發生於同個世界，但在劇情上並非其續集或前傳。2016年，J·K·羅琳證實《怪獸》系列將會有五部電影。叶茨后来透露，最初并没有计划拍摄五部《神奇动物》电影，而是罗琳在一次发布会上突然提到的。他说，他们只是为了第一部电影而热情地签约，但罗琳却说：“顺便说一下，这是五部曲。”他们都很惊讶，因为没有人告诉过他们会有五部电影。

### 拍攝
第一部《怪獸與牠們的產地》於2015年8月開拍，2016年1月結束。第二部《怪獸與葛林戴華德的罪行》於2017年7月3日開拍。
第三部《怪獸與鄧不利多的秘密》最初定於2019年7月開拍，華納兄弟卻於當年1月宣布由於《怪獸與葛林戴華德之罪》的票房沒預期的多，為了有更多的時間完善劇本以及計劃好未來的電影，製作推遲至2019年末。
2019年10月，丹·方格聲稱第三部電影的主體拍攝將於2020年2月開始。主體拍攝原定於2020年3月16日開始進行，但受2019冠狀病毒病疫情影響，製作再次被推遲。2020年8月20日，確認本片將於9月在英國開始拍攝。2020年9月20日，艾迪·烈柏尼證實電影已開始拍攝。
2023年，《神奇动物》已经被华纳兄弟搁置。大卫·叶茨表示，第三部《神奇动物：邓布利多的秘密》是在疫情期间拍摄的，非常艰难，所以他们需要暂停一下，放松一下。在透露项目停摆时叶茨表示，他还没有和罗琳、制片人大卫·海曼或华纳兄弟进行深入的沟通，不确定《神奇动物》系列是否会继续。停摆也与票房逐渐下滑有关，第三部只收获了4.07亿美元，远低于第一部的8.14亿美元和第二部的6.54亿美元。系列的明星和编剧也陷入了各种争议，包括J·K·罗琳的言论，约翰尼·德普的家暴指控，以及伊兹拉·米勒的多次被捕。

## 票房
| 影片                       | 上映日期       | 票房收入     | 票房收入       | 票房收入       | 票房排名 | 票房排名 | 预算         | 参考 资料 |
| 影片                       | 上映日期       | 北美         | 其它地区       | 全球           | 北美     | 全球     | 预算         | 参考 资料 |
| -------------------------- | -------------- | ------------ | -------------- | -------------- | -------- | -------- | ------------ | --------- |
| 《怪獸與牠們的產地》       | 2016年11月18日 | $234,037,575 | $580,000,000   | $814,037,575   | 140      | 76       | $180,000,000 | [ 9 ]     |
| 《怪獸與葛林戴華德的罪行》 | 2018年11月16日 | $159,555,901 | $494,100,000   | $654,655,901   | 321      | 127      | $200,000,000 | [ 10 ]    |
| 《怪獸與鄧不利多的秘密》   | 2022年04月15日 | $95,002,505  | $301,100,000   | $396,102,505   | 816*     | 330      | $200,000,000 | [ 11 ]    |
| 总计                       | 总计           | $393.593.476 | $1.074.100.000 | $1.468.693.476 | 3        | 3        | $380.000.000 | [ 12 ]    |

## 評價
| 影片                       | 烂番茄           | Metacritic      | 影院评分 |
| -------------------------- | ---------------- | --------------- | -------- |
| 《怪獸與牠們的產地》       | 74%（333条评论） | 66 （50条评论） | A        |
| 《怪獸與葛林戴華德的罪行》 | 36%（314条评论） | 52 （48条评论） | B+       |
| 《怪獸與鄧不利多的秘密》   | 47% (217條評論)  | 47 (49條評論)   | B+       |

## 外部連結
- 神奇动物系列电影的新浪微博